# Barry Adamson
Barry Adamson (Manchester, 1º giugno 1958) è un musicista britannico. Ha suonato con i Visage, i Magazine, i Pan Sonic; è stato tra i fondatori dei Bad Seeds, il gruppo di Nick Cave. Ha inoltre composto numerose colonne sonore e pubblicato vari album solisti.

## Biografia
Oltre all'attività di cantante ha anche interpretato il ruolo di Zach nel film In Fabric (2018).

## Discografia parziale

### Album
- 1989 - Moss Side Story
- 1991 - Delusion
- 1992 - Soul Murder
- 1995 - Movielogy
- 1996 - Oedipus schmoedipus
- 1998 - As Above so Below
- 1999 - Plunkett & Macleane
- 1999 - The Murky World Of Barry Adamson
- 2001 - Motorlab
- 2002 - The King Of Nothing Hill
- 2006 - Stranger in the Sofa
- 2008 - Back To The Cat
- 2012 - I Will Set you Free
- 2012 - Dreams of A Life
- 2016 - Know Where to Run

### Singoli ed EP
- 1993 - The Negro Inside Me

### Partecipazioni
- 1996 - AA.VV Lost Highway

## Filmografia
- In Fabric, regia di Peter Strickland (2018)

## Doppiatori italiani
- Alberto Angrisano in In Fabric